# Ottawa Hills, Ohio
Ottawa Hills là một làng thuộc quận Lucas, tiểu bang Ohio, Hoa Kỳ. Năm 2010, dân số của làng này là 4517 người.

## Dân số
- Dân số năm 2000: 4564 người.
- Dân số năm 2010: 4517 người.